# All In Good Time
All In Good Time is het zesde studioalbum van de Nederlandse band Racoon. Als voorloper op het album werd in november 2014 de single Brick by brick uitgebracht, deze kwam op nummer 32 van de Nederlandse Single Top 100 terecht. Ook bevat dit album de single "Shoes Of Lightning", die in 2013 werd geschreven als themanummer voor de Serious Request-campagne van de radiozender NPO 3FM.
Op 13 februari 2015 kwam het album uit en op 21 februari kwam het album op nummer 1 binnen in de Nederlandse Album Top 100.

## Hitnotering

### NederlandseAlbum Top 100
| Hitnotering (week 1 t/m 50): 21-02-2015 t/m 30-01-2016 Hitnotering (week 51): 07-05-2016 Hitnotering (week 52): 09-07-2016 Hitnotering (week 53 t/m 54): 30-07-2016 t/m 06-08-2016 | Hitnotering (week 1 t/m 50): 21-02-2015 t/m 30-01-2016 Hitnotering (week 51): 07-05-2016 Hitnotering (week 52): 09-07-2016 Hitnotering (week 53 t/m 54): 30-07-2016 t/m 06-08-2016 | Hitnotering (week 1 t/m 50): 21-02-2015 t/m 30-01-2016 Hitnotering (week 51): 07-05-2016 Hitnotering (week 52): 09-07-2016 Hitnotering (week 53 t/m 54): 30-07-2016 t/m 06-08-2016 | Hitnotering (week 1 t/m 50): 21-02-2015 t/m 30-01-2016 Hitnotering (week 51): 07-05-2016 Hitnotering (week 52): 09-07-2016 Hitnotering (week 53 t/m 54): 30-07-2016 t/m 06-08-2016 | Hitnotering (week 1 t/m 50): 21-02-2015 t/m 30-01-2016 Hitnotering (week 51): 07-05-2016 Hitnotering (week 52): 09-07-2016 Hitnotering (week 53 t/m 54): 30-07-2016 t/m 06-08-2016 | Hitnotering (week 1 t/m 50): 21-02-2015 t/m 30-01-2016 Hitnotering (week 51): 07-05-2016 Hitnotering (week 52): 09-07-2016 Hitnotering (week 53 t/m 54): 30-07-2016 t/m 06-08-2016 | Hitnotering (week 1 t/m 50): 21-02-2015 t/m 30-01-2016 Hitnotering (week 51): 07-05-2016 Hitnotering (week 52): 09-07-2016 Hitnotering (week 53 t/m 54): 30-07-2016 t/m 06-08-2016 | Hitnotering (week 1 t/m 50): 21-02-2015 t/m 30-01-2016 Hitnotering (week 51): 07-05-2016 Hitnotering (week 52): 09-07-2016 Hitnotering (week 53 t/m 54): 30-07-2016 t/m 06-08-2016 | Hitnotering (week 1 t/m 50): 21-02-2015 t/m 30-01-2016 Hitnotering (week 51): 07-05-2016 Hitnotering (week 52): 09-07-2016 Hitnotering (week 53 t/m 54): 30-07-2016 t/m 06-08-2016 | Hitnotering (week 1 t/m 50): 21-02-2015 t/m 30-01-2016 Hitnotering (week 51): 07-05-2016 Hitnotering (week 52): 09-07-2016 Hitnotering (week 53 t/m 54): 30-07-2016 t/m 06-08-2016 | Hitnotering (week 1 t/m 50): 21-02-2015 t/m 30-01-2016 Hitnotering (week 51): 07-05-2016 Hitnotering (week 52): 09-07-2016 Hitnotering (week 53 t/m 54): 30-07-2016 t/m 06-08-2016 | Hitnotering (week 1 t/m 50): 21-02-2015 t/m 30-01-2016 Hitnotering (week 51): 07-05-2016 Hitnotering (week 52): 09-07-2016 Hitnotering (week 53 t/m 54): 30-07-2016 t/m 06-08-2016 | Hitnotering (week 1 t/m 50): 21-02-2015 t/m 30-01-2016 Hitnotering (week 51): 07-05-2016 Hitnotering (week 52): 09-07-2016 Hitnotering (week 53 t/m 54): 30-07-2016 t/m 06-08-2016 | Hitnotering (week 1 t/m 50): 21-02-2015 t/m 30-01-2016 Hitnotering (week 51): 07-05-2016 Hitnotering (week 52): 09-07-2016 Hitnotering (week 53 t/m 54): 30-07-2016 t/m 06-08-2016 | Hitnotering (week 1 t/m 50): 21-02-2015 t/m 30-01-2016 Hitnotering (week 51): 07-05-2016 Hitnotering (week 52): 09-07-2016 Hitnotering (week 53 t/m 54): 30-07-2016 t/m 06-08-2016 | Hitnotering (week 1 t/m 50): 21-02-2015 t/m 30-01-2016 Hitnotering (week 51): 07-05-2016 Hitnotering (week 52): 09-07-2016 Hitnotering (week 53 t/m 54): 30-07-2016 t/m 06-08-2016 | Hitnotering (week 1 t/m 50): 21-02-2015 t/m 30-01-2016 Hitnotering (week 51): 07-05-2016 Hitnotering (week 52): 09-07-2016 Hitnotering (week 53 t/m 54): 30-07-2016 t/m 06-08-2016 | Hitnotering (week 1 t/m 50): 21-02-2015 t/m 30-01-2016 Hitnotering (week 51): 07-05-2016 Hitnotering (week 52): 09-07-2016 Hitnotering (week 53 t/m 54): 30-07-2016 t/m 06-08-2016 | Hitnotering (week 1 t/m 50): 21-02-2015 t/m 30-01-2016 Hitnotering (week 51): 07-05-2016 Hitnotering (week 52): 09-07-2016 Hitnotering (week 53 t/m 54): 30-07-2016 t/m 06-08-2016 | Hitnotering (week 1 t/m 50): 21-02-2015 t/m 30-01-2016 Hitnotering (week 51): 07-05-2016 Hitnotering (week 52): 09-07-2016 Hitnotering (week 53 t/m 54): 30-07-2016 t/m 06-08-2016 | Hitnotering (week 1 t/m 50): 21-02-2015 t/m 30-01-2016 Hitnotering (week 51): 07-05-2016 Hitnotering (week 52): 09-07-2016 Hitnotering (week 53 t/m 54): 30-07-2016 t/m 06-08-2016 |
| Week: | 1 | 2 | 3 | 4 | 5 | 6 | 7 | 8 | 9 | 10 | 11 | 12 | 13 | 14 | 15 | 16 | 17 | 18 | 19 | 20 |
| --- | --- | --- | --- | --- | --- | --- | --- | --- | --- | --- | --- | --- | --- | --- | --- | --- | --- | --- | --- | --- |
| Positie: | 1 | 1 | 3 | 2 | 2 | 4 | 5 | 6 | 6 | 10 | 8 | 7 | 12 | 17 | 11 | 20 | 22 | 23 | 31 | 29 |
| Week: | 21 | 22 | 23 | 24 | 25 | 26 | 27 | 28 | 29 | 30 | 31 | 32 | 33 | 34 | 35 | 36 | 37 | 38 | 39 | 40 |
| Positie: | 33 | 40 | 43 | 39 | 53 | 61 | 18 | 41 | 43 | 57 | 64 | 59 | 58 | 69 | 92 | 82 | 91 | 87 | 70 | 68 |
| Week: | 41 | 42 | 43 | 44 | 45 | 46 | 47 | 48 | 49 | 50 | | 51 | | 52 | | 53 | 54 | | | |
| Positie: | 47 | 37 | 51 | 71 | 60 | 70 | 75 | 78 | 91 | 98 | uit | 82 | uit | 84 | uit | 77 | 90 | uit | | |